# Mittelhof
Mittelhof ist eine Ortsgemeinde im Landkreis Altenkirchen (Westerwald) in Rheinland-Pfalz. Sie gehört der Verbandsgemeinde Wissen an.

## Geographie

### Geographische Lage
Die Gemeinde liegt zwischen den Städten Betzdorf und Wissen.

### Gemeindegliederung
Insgesamt gliedert sich die Gemeinde Mittelhof in 22 Ortsteile und Wohnplätze:
- Blickhausen
- Blickhauser Wald
- Grabig
- Hof Auen
- Hüngesberg
- Katzenthal
- Kleehahn
- Kohlschlade
- Mitteldurwittgen
- Mittelhof
- Neuröttgen
- Niederdurwittgen
- Niederkrombach
- Oberdurwittgen
- Oberkrombach
- Osenbach
- Quadenhof
- Roddern
- Röttgen
- Steckenstein
- Teufelsbruch
- Voßwinkel

## Geschichte

### Bergbau
Mitte des 19. Jahrhunderts besaß die Gemeinde Blickhauserhöhe (damaliger Name für Mittelhof) drei Bergbaubetriebe, in denen Eisen- und Kupfererz gefördert wurden. Durch die ständig wachsende Nachfrage an Erzen und der damit einhergehenden Nachfrage an Arbeitern stieg die Bevölkerung zu dieser Zeit rasch an.
Bis 1892 wurden jedoch zwei Gruben geschlossen, was eine größere Arbeitslosigkeit in Mittelhof auslöste. Diese Arbeitslosigkeit wurde jedoch durch die dritte Grube, die sehr erzreich war, eingedämmt. Anfang des 20. Jahrhunderts galt diese Grube sogar als einer der technisch am besten entwickelten Bergbaubetriebe und Mittelhof gewann weiter an Bevölkerung.
Die letzte Grube wurde im Februar 1964 stillgelegt, da der Bergbau in Tiefen von über 1.000 m zu teuer und unrentabel wurde. Die Mittelhofer Kirche erinnert mit ihrem Barbarafenster weiter an den einstigen Bergbau.

### Gemeinde Blickhauserhöhe
Die Topographisch-Statistische Beschreibung der Königlich Preußischen Rheinprovinzen von 1830 beschreibt die Gemeinde Blickhauserhöhe (heute Mittelhof) wie folgt:

„Die Gemeinde Blickhauserhöhe mit 297 Einwohnern. Dazu gehören: die Weiler Hüngesberg mit 25, Voswinkel mit 24, Ober-Krombach mit 33, Röttgen mit 30, die Höfe Nieder-Krombach mit 9, Aue mit 9, Eichen mit 11, Katzenthal mit 11, Blickhausen mit 12, Karnweg mit 4, Ouadenhof mit 15, Mittelhof mit 18, Ossenbach mit 10, Roddern mit 15, Steckenstein mit 14, Kohlschladen mit 9, Nieder-Dorwittgen mit 11, Mittel-Dorwittgen mit 18, Ober-Dorwittgen mit 20 Einwohnern.“

### Namensänderung
Am 1. März 1986 wurde die Gemeinde von „Blickhauserhöhe“ in „Mittelhof“ umbenannt.

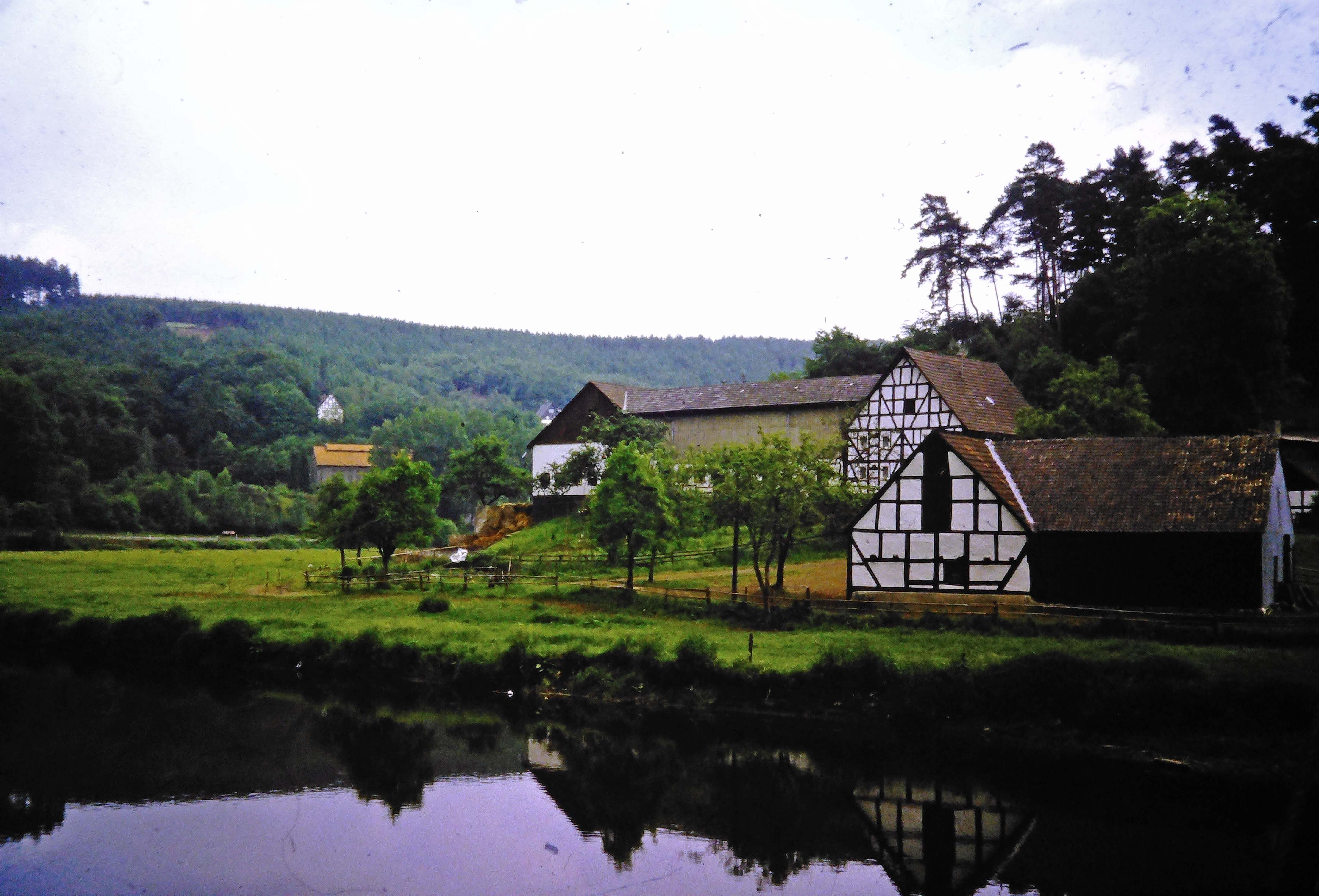
Hof Auen an der Sieg (1985)

### Bevölkerungsentwicklung
Die Entwicklung der Einwohnerzahl von Mittelhof, die Werte von 1871 bis 1987 beruhen auf Volkszählungen:
| Jahr | Einwohner |
| ---- | --------- |
| 1815 | 265       |
| 1835 | 350       |
| 1871 | 480       |
| 1905 | 624       |
| 1939 | 654       |
| 1950 | 735       |
| 1961 | 621       |

| Jahr | Einwohner |
| ---- | --------- |
| 1970 | 626       |
| 1987 | 781       |
| 1997 | 778       |
| 2005 | 1153      |
| 2011 | 1018      |
| 2017 | 988       |
| 2023 | 1.006     |

## Politik

### Gemeinderat
Der Gemeinderat in Mittelhof besteht aus 16 Ratsmitgliedern, die bei der Kommunalwahl am 9. Juni 2024 in einer Mehrheitswahl gewählt wurden, und dem ehrenamtlichen Ortsbürgermeister als Vorsitzendem. Bis zur Wahl 2019 fand eine personalisierte Verhältniswahl statt, da mehrere Wahlvorschlagslisten eingereicht wurden. In der Wahlperiode 2019–2024 waren es nur zwölf Ratsmitglieder, da die Einwohnerzahl von Mittelhof am entscheidenden Stichtag unter 1000 lag.
Die Sitzverteilung im Gemeinderat:
| Wahl | SPD               | CDU               | FWG               | WGR               | Gesamt   |
| ---- | ----------------- | ----------------- | ----------------- | ----------------- | -------- |
| 2024 | per Mehrheitswahl | per Mehrheitswahl | per Mehrheitswahl | per Mehrheitswahl | 16 Sitze |
| 2019 | –                 | –                 | 7                 | 5                 | 12 Sitze |
| 2014 | –                 | –                 | 10                | 6                 | 16 Sitze |
| 2009 | 3                 | 7                 | 6                 | –                 | 16 Sitze |
| 2004 | 3                 | 7                 | 6                 | –                 | 16 Sitze |

- FWG = Freie Wählergruppe Mittelhof-Hövels e. V.
- WGR = Wählergruppe Reifenrath e. V.

### Bürgermeister
Ortsbürgermeister von Mittelhof ist Franz Cordes (FWG). Bei der Direktwahl am 26. Mai 2019 wurde er mit einem Stimmenanteil von 78,70 % und am 9. Juni 2024 als einziger Bewerber mit 84,6 % jeweils für fünf Jahre wiedergewählt.

### Wappen

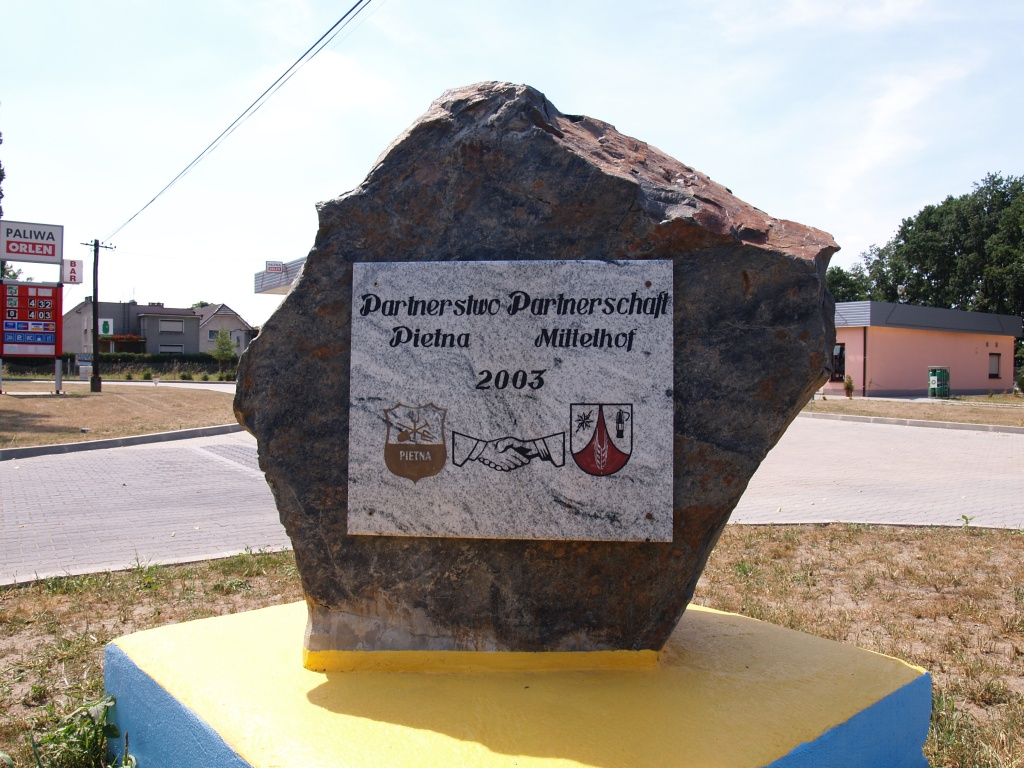
Gedenkstein: Partnerschaft Pietna–Mittelhof

| Wappen von Mittelhof | Blasonierung: „Im rechten Feld eine schwarze Windrose mit schwarzem von südwestlicher in nordöstlicher Richtung durchgezogenen Pfeil auf goldenem Grund, im großen mittleren Feld goldene Ähre auf rotem Grund, im linken Feld eine schwarze Grubenlampe auf goldenem Grund.“ |
| Wappen von Mittelhof | Die Gemeinde führt dieses Wappen seit dem 7. Oktober 1986. |

### Ortspartnerschaft
Seit August 2002 pflegt Mittelhof eine Partnerschaft mit der Ortschaft Pietna (Gemeinde Krapkowice) in Polen. Die am 30. Mai 2003 urkundlich gefestigte Partnerschaft kam auf Initiative der Einwohner von Pietna zustande, die eine Partnerschaft mit einer deutschen Gemeinde anstrebten. Da die Stadt Krapkowice bereits eine lange Partnerschaft mit der Stadt Wissen pflegt, wurde nach einer Gemeinde in der Wissener Verbandsgemeinde gesucht und schließlich mit Mittelhof ein Partner gefunden.

## Wirtschaft
Nach der Schließung der letzten Erzgruben 1954 und 1964 hat seit Ende der 1960er-Jahre der Fremdenverkehr in Mittelhof stark zugenommen und ist inzwischen mit bestimmender Faktor des wirtschaftlichen Lebens. Gaststätten, Privatpensionen, Campingplatz und Mobilheimpark bieten reichlich Übernachtungs- und Urlaubsangebote.

## Lebenshilfe für geistig Behinderte e. V.
„Im Frühjahr 1962 gründeten mehrere Eltern geistig behinderter Kinder im Raum Wissen eine Ortsvereinigung der Lebenshilfe e. V., die es stets als ihre Aufgabe ansah, Maßnahmen und Einrichtungen zu fördern, die eine wirksame Lebenshilfe für geistig Behinderte aller Altersstufen bedeutet. Seit 1971 hat der Verein im ehemaligen Freizeitheim Grube ‚Friedrich‘ in der Gemeinde Mittelhof ein Domizil. […] Etwa 170 Arbeitsplätze stehen den Behinderten heute zur Verfügung. […] Anlässlich des 25-jährigen Bestehens der Lebenshilfe konnte ein neues Wohnhaus im Jahre 1987 seiner Bestimmung übergeben werden. 29 Behinderte fanden nun hier eine neue Heimat.“

## Sehenswürdigkeiten

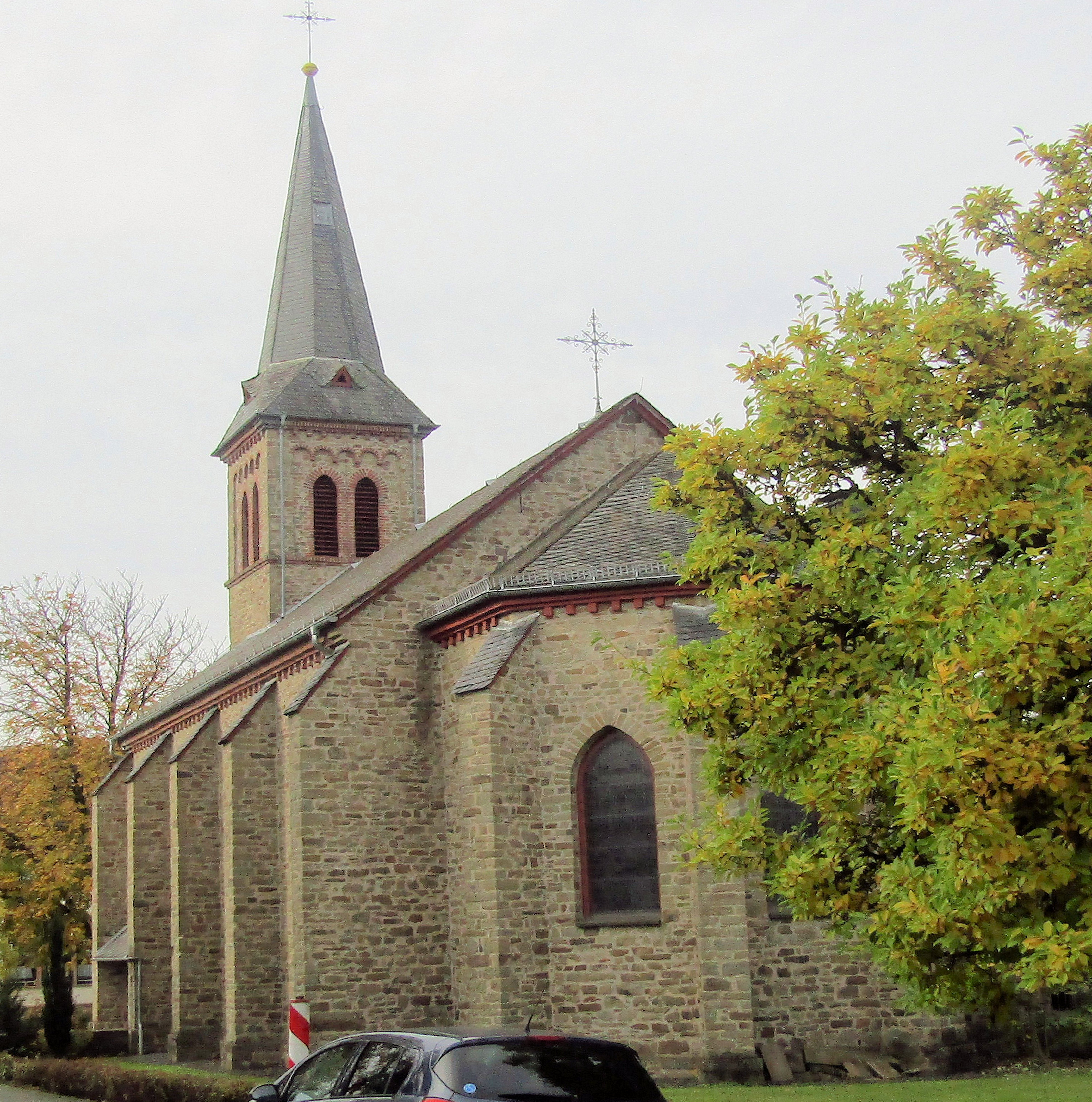
Kirche St. Marien

- neugotische Kirche St. Marien (1895–1997);
- ältestes Jugendheim des Kreises Altenkirchen (1929–1931);
- unter Denkmalschutz stehende Fachwerkhaus „Quadenhof“ aus dem 15. Jahrhundert (1987 restauriert).

Siehe auch:
- Liste der Kulturdenkmäler in Mittelhof
- Liste der Naturdenkmale in Mittelhof

## Persönlichkeiten
- Alois Brendebach (1896–1991), Politiker (Zentrum), Abgeordneter im Landtag Oldenburg
- Renate Habets (* 1945), Malerin, Fotografin und Autorin